# Olyra davidseana
Olyra davidseana là một loài thực vật có hoa trong họ Hòa thảo. Loài này được Judz. & Zuloaga mô tả khoa học đầu tiên năm 1992.